# Stefan Warchoł (językoznawca)
Stefan Warchoł (ur. 21 stycznia 1930 w Przędzelu, zm. 25 września 2019 w Lublinie) – polski językoznawca, prof. dr hab. 

## Życiorys
Syn Antoniego i Zofii. Studiował polonistykę pierwszego stopnia na Uniwersytecie Wrocławskim, a po czym odbył kontynuację studiów na Uniwersytecie Poznańskim. Uzyskał stopień doktora habilitowanego, a potem otrzymał nominację profesorską. 
Pracował w Mazowieckiej Wyższej Szkole Humanistycznej i Pedagogicznej w Łowiczu, oraz w Instytucie Filologii Słowiańskiej na Wydziale Humanistycznym Uniwersytetu Marii Curie-Skłodowskiej.
Był dziekanem na Wydziale Filologicznym Mazowieckiej Wyższej Szkoły Humanistycznej i Pedagogicznej w Łowiczu.

## Odznaczenia
- Medal Komisji Edukacji Narodowej[1]
- Krzyż Kawalerski Orderu Odrodzenia Polski[1]
- Złoty Krzyż Zasługi[1]